# Englishman (album)
A Englishman  1979-es  Barrington Levy dancehall album.

## Számok
1. "Englishman" (Lawes) – 3:31
2. "If You Give to Me" (Levy) – 3:58
3. "Sister Carol" (Levy) – 3:52
4. "Don't Fuss nor Fight" (Lawes/Levy) – 2:36
5. "Look Girl" (Levy) – 3:11
6. "Look Youthman" (Levy) – 3:12
7. "Send a Moses" (Lawes) – 3:32
8. "Black Heart Man" (Lawes) – 4:15
9. "Money Makes Friends" (Lawes) – 3:59
10. "Bend Your Back" (Lawes) – 3:24